# X86
x86 eller Intel 80x86 er en fællesbetegnelse for mikroprocessorerne 8086, 8088, 80186, 80286, 80386 og 80486 samt senere kompatible arkitekturer. Udviklet i slutningen af 1970'erne af Intel som en CPU egnet til mikrodatamater. Valgt af IBM til deres PC-XT, der hurtigt blev klonet af andre producenter.
Intel valgte i begyndelsen af 1980'erne at udvide arkitekturen til multitasking og beskyttelse af hukommelsesområder – resultatet af dette blev 80286. Desværre viste det sig at de nye funktioner var svære at bruge og ikke tilføjede den ønskede merværdi. Beskyttelsesmodellen i 80286 var baseret på blokke af variabel størrelse med en dertil hørende selektor, hvor en blok kunne flyttes i det fysiske lager og evt. til disk (swap).

## IA-32
Kort efter kom 80386 med en 32-bit-arkitektur, der erstattede 16-bit-registrene med 32-bit-registre samt tilføjede en hukommelsesmodel med sidebeskyttelse i stedet for 80286'erens beskyttelsesmodel.
I 80486 blev co-processoren til beregning af flydende kommatal integreret i samme chip som resten af CPU'en.
Efterfølgende er der kommet en række udgaver alle baseret på den arkitektur, der blev defineret i 80386eren, f.eks. Pentium, Pentium Pro, Pentium II/III/4, AMD K5, K6, Cyrix C3. En del af disse senere processorer har tilføjet nye instruktioner til behandling af lyd- og billed-data, disse kendes under navne som MMX, SSE, 3DNow! o.l.
Arkitekturen er kopieret af andre producenter som AMD og Cyrix.

## x86-64
Eksempler processorer med x86-64 er: Pentium 4, Intel Core 2, Intel Atom, Intel Core i3, Intel Core i5, Intel Core i7, Intel Core i9